# Guðmundur Benediktsson
Guðmundur Benediktsson (ur. 3 września 1974) – islandzki piłkarz, trener i komentator sportowy. Reprezentant Islandii. Jego syn Albert również jest piłkarzem.

## Kariera klubowa
Karierę seniorską rozpoczynał w klubie Þór Akureyri. W sezonie 1990 wystąpił w dwóch meczach, jednak jego klub spadł z ligi (grał w nim również w kolejnym roku). Następnie trafił do belgijskiego Germinal Ekeren, w którym spędził trzy lata (1991–1994). Z tą drużyną zajął m.in. ósme miejsce w sezonie 1991/1992. W 1994 po powrocie na Islandię grał ponownie dla swojego macierzystego klubu, jednak wraz z nim spadł do drugiej ligi (Þór Akureyri zajął 9. miejsce).
Od 1995 do 2004 roku, z krótką przerwą w sezonie 1999/2000, grał dla klubu Reykjavíkur. Z nim osiągnął największe sukcesy. Czterokrotnie zdobywał mistrzostwo Islandii, dwukrotnie Puchar Islandii, dwukrotnie Puchar Ligi Islandzkiej, zdobył także Superpuchar Islandii. Na przełomie lat 1999 i 2000 grał dla belgijskiego Geelu, z którym zajął 17. miejsce w lidze belgijskiej. W 2005 roku został piłkarzem stołecznego Valuru. Z tym klubem zdobył mistrzostwo Islandii, Puchar Islandii, Superpuchar Islandii i Puchar Ligi Islandzkiej. Karierę zakończył w 2009 roku (jego klub został wtedy wicemistrzem kraju).

## Kariera reprezentacyjna
Grał w młodzieżowych kadrach Islandii – do lat 17, 19 i 21. W seniorskiej reprezentacji zadebiutował 30 sierpnia 1994 roku w wygranym 1:0 meczu towarzyskim ze Zjednoczonymi Emiratami Arabskimi. Benediktsson okazał się zdobywcą jedynej bramki w tamtym spotkaniu. Swojego drugiego i ostatniego gola strzelił w towarzyskim spotkaniu z Cyprem w 1996 roku. Grał także podczas turnieju Millennium Super Soccer Cup w 2001 roku. W przegranym 0:2 meczu ćwierćfinałowym z Chile, zagrał po raz ostatni w kadrze. Ogółem rozegrał w niej dziesięć spotkań, strzelając dwie bramki.

## Euro 2016
Benediktsson, znany również w Islandii jako Gummi Ben, został wybrany do komentowania spotkań Euro 2016 dla islandzkiej telewizji. Zyskał międzynarodową popularność po ostatnim spotkaniu fazy grupowej, w której Islandczycy grali z Austriakami. Jego energiczna i żywiołowa reakcja na zwycięskiego gola Arnóra Traustasona przyniosła mu międzynarodowy rozgłos.

Tak, tak, tak, tak, tak! Wygrywamy ten mecz. Jesteśmy w 1/8 finału. Nigdy w życiu nie czułem się tak wspaniale. Nie przegraliśmy na tym turnieju ani jednego meczu, zapiszcie to sobie, ani jednego meczu!

W meczu Islandia – Anglia, którego stawką był awans do ćwierćfinału, Islandczycy zwyciężyli z faworyzowanymi Anglikami 2:1. Jego charakterystyczne komentarze z tego meczu również zostały zauważone w światowych mediach.

## Osiągnięcia
- Mistrzostwo Islandii (5): 1999, 2000, 2002, 2003, 2007
- Puchar Islandii (3): 1995, 1999, 2005
- Superpuchar Islandii (3): 2003, 2006
- Puchar Ligi Islandzkiej (3): 1998, 2001, 2008